# 2-Buten-1,4-diol
2-Buten-1,4-diol ist eine chemische Verbindung aus der Gruppe der Diole.

## Isomere
Es gibt zwei isomere 2-Buten-1,4-diole, das (Z)- bzw. cis- und das (E)- bzw. trans-2-Buten-1,4-diol. Ohne zusätzliche Angabe ist ein Isomerengemisch gemeint.
| Isomere von 2-Buten-1,4-diol |                                         |                                           |
| Name                         | (Z)-2-Buten-1,4-diol                    | (E)-2-Buten-1,4-diol                      |
| Andere Namen                 | cis-2-Buten-1,4-diol                    | trans-2-Buten-1,4-diol                    |
| Strukturformel               | Strukturformel von cis-2-Buten-1,4-diol | Strukturformel von trans-2-Buten-1,4-diol |
| CAS-Nummer                   | 6117-80-2                               | 821-11-4                                  |
| CAS-Nummer                   | 110-64-5 (Isomerengemisch)              |                                           |
| EG-Nummer                    | 228-085-1                               | 617-300-8                                 |
| EG-Nummer                    | 203-787-0 (Isomerengemisch)             |                                           |
| ECHA-Infocard                | 100.025.532                             | 100.132.685                               |
| ECHA-Infocard                | 100.003.444 (Isomerengemisch)           |                                           |
| PubChem                      | 643790                                  | 175854                                    |
| PubChem                      | 8065 (Isomerengemisch)                  |                                           |
| Wikidata                     | Q27295224                               | Q27237056                                 |
| Wikidata                     | Q17521007 (Isomerengemisch)             |                                           |

## Darstellung
2-Buten-1,4-diol kann durch Reduktion von 2-Butin-1,4-diol oder durch Hochdruck-Synthese aus Acetylen und Formaldehyd gewonnen werden. Bei der Herstellung aus 2-Butin-1,4-diol entsteht fast nur cis-2-Buten-1,4-diol.
Größter Hersteller von 2-Buten-1,4-diol ist die INEOS Solvents Marl GmbH (früher ISP Marl GmbH, eine Tochter von Ashland).

## Eigenschaften
2-Buten-1,4-diol ist eine wenig flüchtige, sehr schwer entzündliche, farblose bis gelbliche geruchlose Flüssigkeit, die mischbar mit Wasser ist.

## Verwendung
2-Buten-1,4-diol wird zur Herstellung von Vitamin B6, Maleinsäure, Endosulfan, Weichmachern und Tetrahydrofuran verwendet.